# Saint-Rémy-de-Chaudes-Aigues
Saint-Rémy-de-Chaudes-Aigues település Franciaországban, Cantal megyében. Lakosainak száma 121 fő (2022. január 1.). Saint-Rémy-de-Chaudes-Aigues Anterrieux, Deux-Verges, Jabrun, Saint-Urcize, Brion, Chauchailles és Grandvals községekkel határos.

## Népesség
A település népessége az elmúlt években az alábbi módon változott:
| Lakosok száma | 180  | 142  | 132  | 126  | 112  | 116  | 119  | 124  | 123  | 121  |
|               | 1968 | 1982 | 1990 | 2006 | 2013 | 2015 | 2017 | 2019 | 2020 | 2022 |